# Bandera de les Illes Cook
La bandera de les Illes Cook, arxipèlag independent del Pacífic, adopta el mateix format que la bandera de Nova Zelanda, país amb qui té un acord de lliure associació des de 1965. S'hi troba un fons blau on hi ha 15 estrelles en cercle. Cada estrella simbolitza una de les 15 illes de l'arxipèlag, a més, a la part superior esquerra hi ha una Union Jack, que recorda l'enllaç històric de les Illes Cook amb el Regne Unit.

1974-1979

Aquesta bandera és la tercera que ha conegut les Illes Cook des de la independència el 1965. Fins al 1974 només s'havia utilitzat la bandera de Nova Zelanda.
El govern d'Albert Royle Henry va llançar un concurs per tal de triar una bandera nova. Per bé que guanyà una bandera amb estrelles blanques sobre un fons blau clar, Henry la va rebutjar i va triar el verd i l'or, colors del CIP, el seu partit. Quan el Partit Democràtic de les Illes Cook va arribar al poder el 1978, el nou primer ministre Tom Davis va fer adoptar l'actual.